# Petrus Lande
Lars Petrus Lande, född 21 april 1897 i Mönsterås församling, Kalmar län, död 24 januari 1965 i Norrköpings Hedvigs församling, Östergötlands län, var en svensk militär.

## Biografi
Lande, som var son till godsägaren N. J. Larson, avlade officersexamen vid Krigsskolan 1917 och utnämndes samma år till fänrik. Han studerade vid Krigshögskolan 1925–1927 och befordrades till kapten vid Kronobergs regemente 1932. Åren 1937–1940 var han kompanichef vid Arméns underofficerskola. År 1940 befordrades han till major och tjänstgjorde 1940–1942 vid Södra skånska infanteriregementet. Han befordrades 1942 till överstelöjtnant och tjänstgjorde 1942–1944 vid Kronobergs regemente, varpå han var infanteribefälhavare vid Blekinge kustartilleriförsvar 1944–1947. År 1947 befordrades han till överste och därefter var han chef för Norrbottens regemente 1947–1951 och chef för Hallands regemente 1951–1954. Åren 1954–1957 var han befälhavare för Linköpings försvarsområde.

## Utmärkelser
- Kommendör av första klass av Svärdsorden, 5 juni 1954.[3]